# 源経長
源 経長（みなもと の つねなが）は、平安時代中期から後期にかけての公卿。宇多源氏、権中納言・源道方の四男。官位は正二位・権大納言。

## 経歴
寛仁4年（1020年）雅楽助に任ぜられ、治安2年（1022年）に後一条天皇の蔵人に補任。治安3年（1023年）式部少丞に任官する。
治安4年（1024年）従五位下に叙爵。左馬助に叙任される。万寿2年（1025年）少納言に任ぜられ、万寿4年（1027年）従五位上に叙せられる。長元2年（1029年）には五位蔵人となり、長元3年（1030年）左少弁に任官。紀伊権守・防鴨河使を兼ねた。長元5年（1032年）権中納言・藤原資平の次男・資仲の元服の際には理髪を務めている。長元6年（1033年）従五位上・斎院長官に叙任。長元8年（1035年）和泉守を兼ね、右中弁に昇進。
長元9年（1036年）従四位下、続いて従四位上に叙せられる。長暦2年（1038年）権左中弁に転じ、正四位下に昇叙。長暦3年12月（1040年1月）に左中弁となり、長久2年（1041年）に左京大夫・伊予権守・周防権守を兼帯した。長久3年（1042年）蔵人頭・宮内卿を経て、長久4年（1043年）参議に任ぜられて公卿に列した。
寛徳元年（1044年）従三位・美作権守に叙任される。寛徳2年（1045年）には右大弁を兼任。永承2年（1047年）正三位・勘解由長官に叙任された。永承4年（1049年）近江権守を兼ねる。永承5年（1050年）従二位・左大弁に叙任され、播磨権守・備後権守を兼帯。天喜6年（1058年）兼職を辞任して権中納言に任ぜられた。
康平6年（1063年）正二位に叙せられる。皇后宮大夫・中宮大夫を経て、延久元年（1069年）皇太后宮大夫に任官。同年権大納言に至るが、延久3年（1071年）4月に病のため出家し、同年6月6日に67歳で薨去した。

## 官歴
※以下、『公卿補任』の記載に従う。
- 寛仁4年（1020年）11月29日：雅楽助に任ず。
- 治安2年（1022年）4月3日：蔵人に補す。
- 治安3年（1023年）3月29日：式部少丞に任ず。
- 治安4年（1024年）/万寿元年
  - 正月7日：従五位下に叙す（皇太后宮御給）。
  - 9月18日：左馬助に任ず。
- 万寿2年（1025年）正月30日：少納言に任ず。
- 万寿4年（1027年）正月5日：従五位上に叙す（少納言労）。
- 長元2年（1029年）正月5日：五位蔵人に補す。
- 長元3年（1030年）
  - 正月26日：紀伊権守を兼ぬ。
  - 11月5日：左少弁に任ず。
- 長元5年（1032年）7月20日：防鴨河使を兼ぬ。
- 長元6年（1033年）
  - 正月7日：正五位下に叙す。
  - 4月2日：斎院長官に任ず。
- 長元8年（1035年）
  - 正月30日：和泉守を兼ぬ（蔵人巡）。
  - 10月16日：右中弁に転ず。
- 長元9年（1036年）
  - 正月7日：従四位下に叙す。
  - 2月27日：従四位上に叙す（去年中宮行啓斎院賞追申之）。
  - 4月18日：斎院長官を止む。
- 長暦2年（1038年）
  - 6月25日：権左中弁に転じ、和泉守を辞す。
  - 12月21日（1039年1月18日）：正四位下に叙す（行幸春日社行事賞）。
- 長暦3年12月16日（1040年1月2日）：左中弁に転ず。
- 長久2年（1041年）
  - 正月23日：左京大夫・伊予権守を兼ぬ。
  - 3月27日：周防権守を兼ぬ。
- 長久3年（1042年）
  - 正月29日：蔵人頭に補す。
  - 10月27日：宮内卿を兼ぬ。
- 長久4年（1043年）9月19日：参議に任ず。
- 長久5年（1044年）/寛徳元年
  - 正月30日：美作権守を兼ぬ。
  - 12月14日（1045年1月4日）：従三位に叙す（為弁官之時造宮行事）。
- 寛徳2年（1045年）10月23日：右大弁を兼ね、左京大夫を辞す。
- 永承元年（1046年）9月3日：次第司長官に補す。
- 永承2年（1047年）
  - 4月23日：正三位に叙す（石清水賀茂行幸行事賞）。
  - 11月13日：勘解由長官を兼ぬ。
- 永承4年（1049年）2月5日：近江権守を兼ぬ。
- 永承5年（1050年）
  - 9月17日：左大弁に転ず。
  - 10月13日：従二位に叙す（上東門院。院司賞）。
- 永承7年（1052年）2月26日：播磨権守を兼ぬ。
- 天喜4年（1056年）2月3日：備後権守を兼ぬ。
- 天喜6年（1058年）4月25日：権中納言に任じ、右大弁・備後権守を辞す。
- 康平2年（1059年）2月8日：勅授帯剣。
- 康平4年（1061年）9月19日：勅授帯剣。
- 康平6年（1063年）11月9日：正二位に叙す（旧年石清水行幸行事賞）。
- 治暦元年12月8日（1066年1月8日）：皇后宮権大夫を兼ぬ。
- 治暦2年（1066年）12月8日：皇后宮大夫に転ず。
- 治暦4年（1068年）
  - 4月17日：中宮大夫を兼ぬ。
  - 9月3日：大嘗会装束司長官に補す。
- 延久元年（1069年）
  - 7月3日：皇太后宮大夫を兼ぬ。
  - 8月22日：権大納言に任ず。
- 延久3年（1071年）
  - 4月9日：病に依り職を辞す。
  - 6月6日：薨去。享年67。

## 系譜
- 父：源道方
- 母：源国盛の娘 - 源経信母
- 妻：不詳
  - 養子：源道良（1050-1111） - 源資綱の次男